# 후쿠시마 히로시
후쿠시마 히로시(일본어: 福嶋 洋, 1982년 7월 14일 ~ )는 일본의 전 축구 선수이다.

## 구단 경력
과거 아비스파 후쿠오카에서 활동하였다.